# 芽生噬菌體科
芽生噬菌體科是一种拥有环状、双链脱氧核糖核酸基因的噬菌体，它只有一个属：芽生噬菌體属。
芽生噬菌體科噬菌体没有糖衣，其脱氧核糖核酸以扭曲极厉害的形式与碱性的核蛋白结合在一起，这个核蛋白结合体直接包裹在脂膜内。
由于缺乏糖衣芽生噬菌體科噬菌体的外形非常不规则，其平均大小为80纳米（从50至125纳米不等）。使用透射电子显微镜观察时其形状大多像块茎，而且可以分辨出有些病毒中有核蛋白、有些没有。病毒内至少可以区分得出四个结构蛋白质，其中基因開讀框的产品是上述的碱性核蛋白，的产品似乎是一个重要的膜蛋白。这个科的代表种無膽甾原體L2噬菌體的基因为11,965个千基长，包含15个基因開讀框，其中与部分重叠（移码突变）。
無膽甾原體L2噬菌體以及芽生噬菌體科的其它噬菌体感染支原体如赖氏支原体（Acholeplasma laidlawii）等病菌，其它受感染的细菌包括无胆甾原体（Acholeplasma oculi）等。

## 分類
- 芽生噬菌體屬
無膽甾原體L2噬菌體 （代表种）
無膽甾原體L1噬菌體
無膽甾原體L3噬菌體
無膽甾原體L51噬菌體
無膽甾原體O1噬菌體